# Colletes gallicus
Colletes gallicus är en biart som beskrevs av Radoszkowski 1891. Colletes gallicus ingår i släktet sidenbin, och familjen korttungebin. Inga underarter finns listade i Catalogue of Life.